# Марина ди Даволи (Катанцаро)
Марина ди Даволи је насеље у Италији у округу Катанцаро, региону Калабрија.
Према процени из 2011. у насељу је живело 3519 становника. Насеље се налази на надморској висини од 10 м.